# Etimologia numelui Adrian
Numele Adrian și Adriana provin din numele latinesc Hadrianus, la origine un cognomen (al treilea nume al unei persoane, care arată familia, potrivit vechiului drept roman) cu semnificația "de la Hadria".
În Roma antică erau două localități care purtau acest nume. Una dintre ele a dat și numele Mării Adriatice.
Adrian este nume masculin de origine latină, de la "hadrianus", face referire la familia romană originară din Hadria (în apropierea Mării Adriatice), iar semnificația lui este „Cel care vine de la mare” sau „Cel care stă în apropierea "Mării Adriatice"
Istorie și Sfinti: 
Sfântul Adrian, soldat din garda pretoriană a împăratului Galeano; s-a născut în Constantinopol și era fiul lui Cesar Probo. Însărcinat cu jertfirea și persecutarea creștinilor, impresionat de credința acestora, se convertește la creștinism. Este închis și martirizat în Nicomedia în anul 303. Este patronul mesagerilor. Este sărbătorit pe 8 iulie. 
Alți Sfinți Adrian: Sfântul Adrian, stareț, este sărbătorit pe 9 ianuarie; Sfântul Adrian, martir, pe 1 martie; 4 martie, 5 martie, 26 august și Sfântul Adrian al III-lea, papă, pe 8 iulie. 
Alte variante: Adriano, Adrion, Hadrian; în forma sa feminină: Adriana, Adria, Hadria.
Adrian, în alte limbi: 
în catalană - Adrià; franceză - Adrien, Adrian, Adriano; engleză - Hadrian sau Adrian; italiană - Adriano.
Personaje istorice celebre cu numele de Adrian sau Adriano: 
Au fost mulți Papi care au purtat numele de Adriano, printre care: Adriano de Utrecht (Adriano VI); Nicolas Breakspear (Adriano IV) singurul englez care a fost Papă și alții; a mai fost și un împărat numit Adriano care a construit Zidul lui Adriano de 117 Km, în nordul Britaniei.   
•	Ferrán Adrià, s-a născut în Barcelona în anul 1962, fiind considerat unul dintre cei mai buni bucătari ai timpului nostru la nivel internațional, prin tehnicile sale inovatoare, prin originalitate și creativitate.    
•	Adrià Gual, s-a născut în Cataluna în anul 1872, producător cinematografic care a expus drama rurală în proză lirică sau în versuri.